# تپه چوبین ۱
تپه چوبین ۱ مربوط به دوره ایلخانی تا دوره صفوی است و در ۱۷ کیلومتری جنوب روستای چوبین در دهستان کاه بخش مرکزی شهرستان داورزن واقع شده و این اثر در تاریخ ۲۷ اسفند ۱۳۸۷ با شمارهٔ ثبت ۲۶۲۶۹ به‌عنوان یکی از آثار ملی ایران به ثبت رسیده است.